# Secrétaire d'État (France)
Pour un article plus général, voir Secrétaire d'État.
En France, un secrétaire d'État est un membre du gouvernement au dernier échelon de la hiérarchie ministérielle.
Les secrétaires d'État sont souvent placés sous la tutelle d'un ministre, ou parfois du Premier ministre, et sont en principe chargés d'un secteur d'activité particulier. Ils ne siègent au Conseil des ministres que lorsqu'un point de l'ordre du jour est du ressort de leurs attributions.
Les gouvernements ne comportent pas tous de secrétaires d'État.

## Fonctions historiques
- Sous l'Ancien Régime, les secrétaires d'État étaient des officiers de la Couronne au rôle équivalent à celui des ministres actuels.

- Sous l'Empire, le secrétaire d'État était un ministre chargé d'organiser le travail gouvernemental et en particulier de contresigner tous les décrets impériaux. Le poste a été occupé pendant presque tout l'Empire par Hugues-Bernard Maret, duc de Bassano, sauf du 17 avril 1811 au 20 novembre 1813 où il est confié à Pierre Daru.
- Sous la Restauration et la Monarchie de Juillet, le titre de secrétaire d'État est accolé à celui de ministre, et l'appellation officielle est donc « ministre secrétaire d'État ». Le titre disparaît ensuite pendant le Second Empire et la Troisième République.
- Sous le Régime de Vichy, certains membres du gouvernement avaient le titre de « ministre secrétaire d'État », d'autres seulement celui de « secrétaire d'État ».
- Sous la Quatrième République, les secrétaires d'État jouent déjà le même rôle qu'actuellement, mais il existe également dans certains gouvernements des sous-secrétaires d'État.

La collection de cartes et plans et les archives de la Secrétairerie d’État de Napoléon Ier sont conservées aux Archives nationales (France).